# Akjoujt
Akjoujt is een plaats in Mauritanië en is de hoofdplaats van de regio Inchiri.
Akjoujt telt naar schatting 11.000 inwoners.

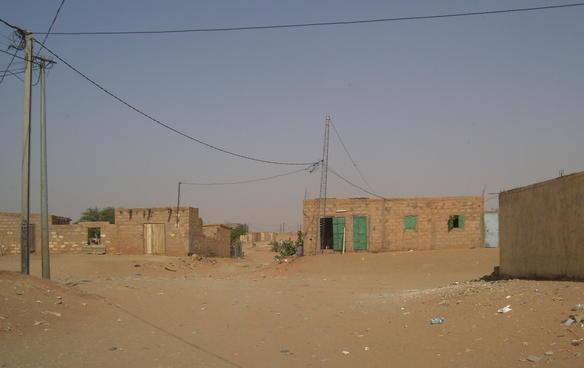
Straatbeeld